# قري العمياء

## الموقع
يقع حوض قري العمياء ضمن محمية الإمام عبد العزيز بن محمد الملكية، ومن الناحية الإدارية تشكل اراضي حوضه جزء من محافظة رماح في المملكة العربية السعودية. وتبدأ منابع قري العمياء عند خط طول 46.957811 درجة شرقا ودائرة عرض 25.145740 درجة شمالا، وذلك من أرض مرتفعة نسبيا تمر فيها خطوط تقسيم المياه لأحواض التصريف المتجاورة، والتي تقع بين أحوض روافد صغيرة لشعيب العمياء وحوض شعيب لبجة. وبشكل عام يتجه المجرى الرئيسي لقري العمياء من الجنوب الغربي نحو الشمال الشرقي، حتى يلتقي مع شعيب العمياء عند خط طول 46.989016 درجة شرقا ودائرة عرض 25.189691 درجة شمالا. 

## قري العمياء
يستخدم مصطلح قَرِيُّ لتسمية بعض مجاري المياه في المملكة العربية السعودية، ويعرف القري في المعجم الوسيط بأنه مجرى صغير تسيل المياه فيه من التلة إلى الروضة. وقري العمياء هو الرافد الرئيسي لشعيب العمياء، أحد روافد وادي المساجدي، ويمتد موازيا تقريبا لشعيب العمياء في الجنوب الشرقي منه، وبمحاذاة شعيب لبجة، أحد الروافد الرئيسية لوادي المساجدي. ويصرف حوض قري العمياء منطقة جغرافية مستطيلة تمتد من الجنوب الغربي إلى الشمال الشرقي، ويحده من الشمال الغربي أحواض روافد صغيرة لشعيب العمياء، ويحده من الجنوب الشرقي حوض شعيب لبجة. ويقع حوض قري العمياء ضمن محمية الإمام عبد العزيز بن محمد الملكية، ومن الناحية الإدارية تشكل اراضي حوضه جزء من محافظة رماح في المملكة العربية السعودية. وتبدأ منابع قري العمياء عند خط طول 46.957811 درجة شرقا ودائرة عرض 25.145740 درجة شمالا، وذلك من أرض مرتفعة نسبيا تمر فيها خطوط تقسيم المياه لأحواض التصريف المتجاورة، والتي تقع بين أحوض روافد صغيرة لشعيب العمياء وحوض شعيب لبجة. وبشكل عام يتجه المجرى الرئيسي لقري العمياء من الجنوب الغربي نحو الشمال الشرقي، حتى يلتقي مع شعيب العمياء عند خط طول 46.989016 درجة شرقا ودائرة عرض 25.189691 درجة شمالا. ويبلغ طول مجراه الرئيسي من منبعه إلى أن يلتقي بالمجرى الرئيسي لشعيب العمياء حوالي 7كم. ويظهر من صور قوقل ماب أن حوض قري العمياء يتكون من أرض فيها تلال، وأن أغلب روافده قصيرة، وأن مجاري المياه في حوض قري العمياء تلتقي بزوايا حادة، وتعطي نمطا شجريا لشبكة مجاري المياه فيه، ويتضح من الصور أيضا أن مجراه الرئيسي شبه مستقيم وواسع نسبيا، وأن انحناءات التعرجات فيه خفيفة جدا. كما يتبين من الصور أن الأشجار فيه قليلة ومتفرقة.